# Rummadoù (Générations)
Albums de Tri Yann
Abysses Le concert des 40 ans
Rummadoù (Générations) est le quatorzième album du groupe de musique bretonne Tri Yann sorti le 12 février 2011 chez Coop Breizh.

## Conception et sortie
Jean-Louis Jossic avait l'idée de retracer l'histoire d'une lignée de Bretons en chansons depuis s'être intéressé à ses recherches généalogiques. Durant l'été 2010, il écrit les paroles et réfléchit à des ambiances musicales correspondant aux époques où se déroulent les tableaux.
L'album sort pour les quarante ans de carrière du groupe.

## Caractéristiques artistiques

### Chansons
Rummadoù retrace l'histoire d'une famille bretonne qui part de Grande-Bretagne vers 450 et vient s'installer en Bretagne. Cet album mêle différents styles musicaux (primitif, médiéval, renaissance, contemporain et moderne). Ainsi, l'album évoque le départ de Grande-Bretagne de la famille (Na I ri o), les invasions Vikings en Bretagne du IXe siècle (Ar Vikinged), raconte le retour d'un croisé désabusé par la violence des croisades (Le Retour de la croisade). L'album évoque aussi des évènements historiques précis comme la bataille de Saint-Aubin-du-Cormier qui amorce l'annexion de la Bretagne au royaume de France (Lamentations sur Saint-Aubin-du-Cormier), la révolte du papier timbré en Bretagne (Hañvezh ar Bonedoù ruz), l'histoire de Marion du Faouët (Complainte de Marion du Faouët) ou encore la seconde guerre mondiale (Le Prisonnier de 39-45). L'album se termine par un morceau techno caché. Musique et textes sont écrits entièrement par le groupe comme pour leur précédent album Abysses. 
La chanson Pour faire de bonnes crespes est chantée à capela à 6 voies. Il s'agit d'une recette de crêpes tirée de la marquise de Sévigné. Le final du Retour de la croisade reprend, en forme de clin d'œil, le thème musical de La pastourelle de Saint-Julien - maraîchine tout premier morceau joué par les Tri Yann lors d'une soirée entre amis puis enregistré sur leur premier album Tri Yann an Naoned.

### Pochette
L'idée de la pochette vient de Jean-Louis Jossic et sa réalisation de son fils Tangui, maquettiste et professeur d'arts plastiques. La couleur jaune a été choisie afin de se démarquer des autres pochettes de disques de cette époque. 

## Liste des chansons
| No  | Titre                                                       | Durée |
| --- | ----------------------------------------------------------- | ----- |
| 1.  | Na I ri o (Tri Yann)                                        | 03:27 |
| 2.  | Ar Vikinged (Roland Mogn - Tri Yann)                        | 02:55 |
| 3.  | Le Retour de la croisade (Tri Yann - Tri Yann/Traditionnel) | 03:35 |
| 4.  | Bosenn Langolen (Roland Mogn - Tri Yann)                    | 02:58 |
| 5.  | Naïk ar Bihan, fille follette (Tri Yann)                    | 02:56 |
| 6.  | Lamentations sur Saint-Aubin-du-Cormier (Tri Yann)          | 04:15 |
| 7.  | Pour faire de bonnes crespes (Tri Yann)                     | 03:25 |
| 8.  | Hañvezh ar Bonedoù ruz (Roland Mogn - Tri Yann)             | 03:54 |
| 9.  | Complainte de Marion du Faouët (Tri Yann)                   | 03:55 |
| 10. | The Eyes of My Bonnie Mary (Tri Yann)                       | 03:15 |
| 11. | Chanson du baleinier François Le Billant (Tri Yann)         | 02:56 |
| 12. | Le Prisonnier de 39-45 (Tri Yann)                           | 03:34 |
| 13. | L'Exilé des sixties (Tri Yann)                              | 03:45 |
| 14. | Adieu Kerblouze (Tri Yann)                                  | 03:26 |
| 15. | Glen glas (Tri Yann)                                        | 09:08 |
| 16. | « Malus » Track (Décad Danse) (Tri Yann)                    | 03:23 |

## Musiciens
- Jean Chocun : chant, chœurs, mandoline
- Jean-Paul Corbineau : chant, chœurs
- Jean-Louis Jossic : chant, narration, chœurs, chalémie, bombarde
- Gérard Goron : chœurs, batterie, programmation, guitares acoustique et électrique, claviers, mandoloncelle, cajón, percussions
- Jean-Luc Chevalier : guitares acoustique et électrique, basse
- Konan Mevel : chœurs, cornemuses, pibgorn, whistles
- Freddy Bourgeois : chœurs, claviers
- Christophe Peloil : chœurs, violon, alto, basse

Invité :
- Simon Nicol (Fairport Convention) : chant

Avec la participation de :
- Héloïse Gaillard / Amarillis : hautbois baroque
- Maud Caron : violoncelle
- Christophe Morvan : cornemuses
- Gurvan Mevel : caisse claire et toms
- Gweltaz ar Fur : chœurs